# 4238 Audrey
4238 Audrey (1980 GF) là một tiểu hành tinh vành đai chính được phát hiện ngày 13 tháng 4 năm 1980 bởi Antonín Mrkos ở Klet. Nó được đặt theo tên the actress Audrey Hepburn.